# Aldham (Suffolk)
Aldham – wieś w Anglii, w hrabstwie Suffolk, w dystrykcie Babergh. Leży 13 km na zachód od miasta Ipswich i 98 km na północny wschód od Londynu. Miejscowość liczy 200 mieszkańców.